# ماريوس فيهير
ماريوس فيهير (بالرومانية: Marius Feher)‏ هو لاعب كرة قدم روماني في مركز الوسط، ولد في 8 يونيو 1989 في بيستريتسا في رومانيا. لعب مع غلوريا بيستريتسا ‏.

## وصلات خارجية
- ماريوس فيهير على موقع قاعدة بيانات كرة القدم.إي يو (الإنجليزية)
- ماريوس فيهير على موقع Soccerway.com (الإنجليزية)